# Tim Worley
Timothy Worley (Lumberton, 24 settembre 1966) è un ex giocatore di football americano statunitense che ha giocato nel ruolo di running back nella National Football League (NFL).
Al college giocò a football a Georgia

## Carriera professionistica
Worley fu scelto come settimo assoluto nel Draft NFL 1989 dai Pittsburgh Steelers. giocò una prima stagione promettente correndo 770 yard e 5 touchdown. La sua produzione calò nella seconda e nella terza fu sospeso per tutto l'anno dalla lega per avere saltato i test antidoping obbligatori. Ebbe anche problemi nel conservare il possesso del pallone, commettendo 16 fumble in tre stagioni abbondanti a Pittsburgh.
Gli Steelers scambiarono Worley coi Chicago Bears nel 1993 per una scelta del primo giro. La scarsa produzione in campo e gli arresti al di fuori di esso lo portarono al ritiro dopo la stagione 1994.

## Statistiche
| Yard corse | 1.792 |
| Touchdown  | 8     |